# Rama-IV.-Straße

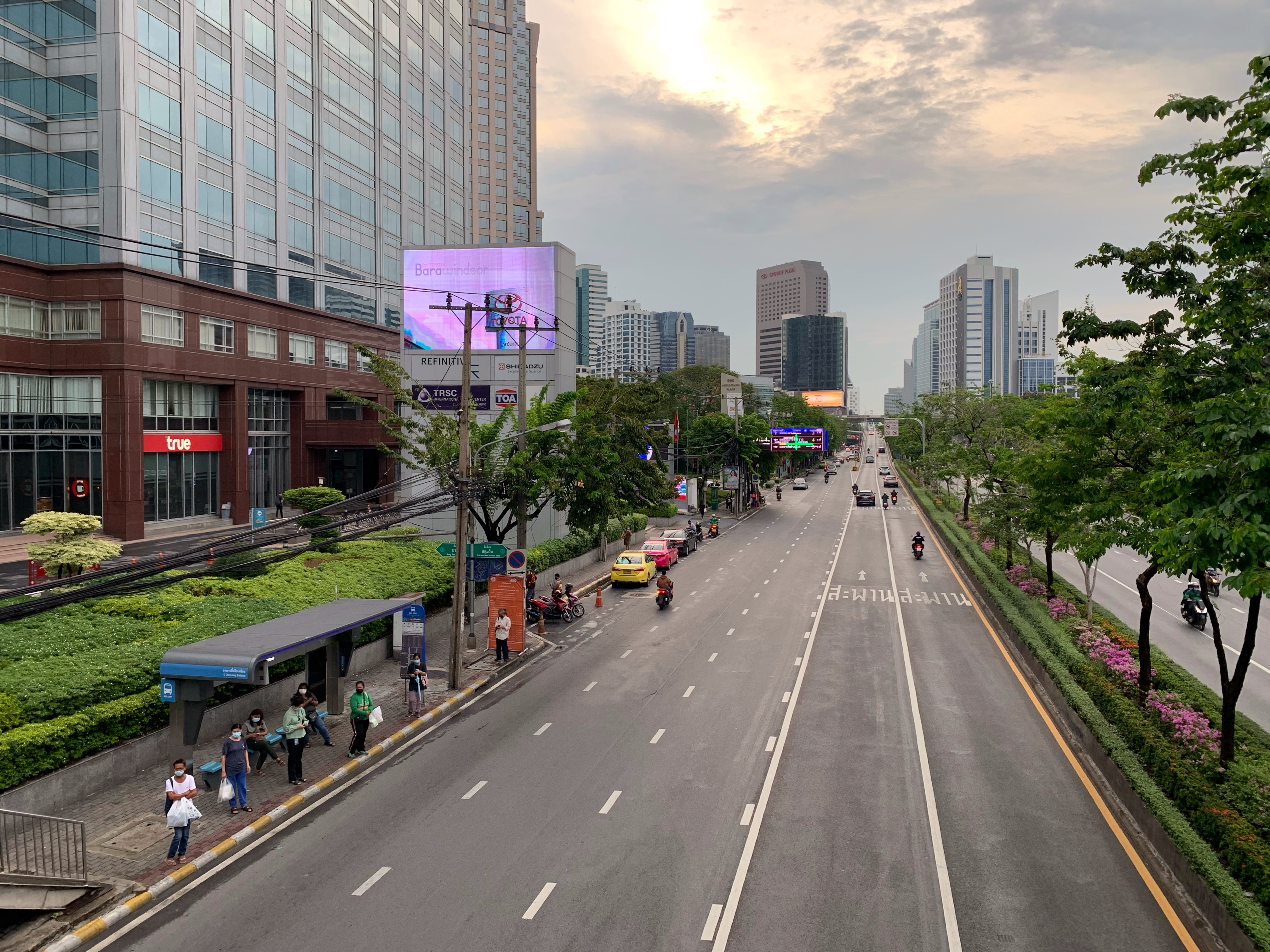
Blick auf die Rama-IV.-Straße in der Nähe des Lumphini-Park

Die Thanon Phra Ram Thi 4 (Thai: ถนนพระรามที่ 4 – Rama-IV.-Straße, im englischen Sprachgebrauch Rama IV Road) ist eine Hauptstraße in Bangkok, der Hauptstadt von Thailand.

## Straßenverlauf
Die Rama-IV.-Straße beginnt auf der Rattanakosin-Insel im Bezirk Pom Prap Sattru Phai an der Ha-Yaek Momi (ห้าแยกหมอมี, „Fünf-Straßen-Kreuzung Momi“) genannten Kreuzung der Thanon Charoen Krung mit der Thanon Mitrapan und der Thanon Song Sawat. An Bangkoks Hauptbahnhof Hua Lamphong kreuzt sie den Khlong Phadung Krung Kasem und geht weiter in Richtung Ostsüdost durch den Bezirk Pathum Wan. Dort kreuzt am Lumphini-Park der Bangkok Skytrain die Rama-IV.-Straße. Weiter führt sie durch den Bezirk Khlong Toei, vorbei am Hafen von Bangkok, wo sie etwas später nach Osten abbiegt und dann an der Thanon Sukhumvit endet.

## Geschichte
Die Gegend von Khlong Toei hat eine lange Geschichte, die bereits in das 9. Jahrhundert zurückreicht, als man hier einen ersten Hafen errichtete. Die damit verbundene Ortschaft hieß Mueang Pak Nam Phra Pradaeng (เมืองปากน้ำพระประแดง), gegenüberliegend zum Amphoe Phra Pradaeng. Khlong Thanon Trong (คลองถนนตรง) war einerseits ein Kanal, andererseits eine parallel geführte Straße, die etwa 1857 unter König Rama IV. (Mongkut) errichtet wurde. Später wurde der Kanal Khlong Toei und am Unterlauf Khlong Hua Lamphong genannt. Noch vor etwa 100 Jahren führten Kanal und Straße durch Gemüsegärten und Obstplantagen.
Die Straße wurde im Jahre 1919 von König Rama VI. (Vajiravudh) in Thanon Phra Ram 4 (Rama-IV.-Straße) umbenannt. 1947 schüttete man einen großen Teil des Kanals zu, um Platz für die Straßenerweiterung der Rama-IV.-Straße zu schaffen.

## Verkehrsader
Am 11. April 1893 wurde von der Danish-Belgian Railway Company die so genannte „Pak Nam Railway“, eine 21 km lange Eisenbahnlinie eröffnet. Sie begann am Bahnhof Hua Lamphong und führte zuerst parallel zur Rama-IV.-Straße, dann über die „Thanon Sukhumvit Soi 42“ und Bang Na bis zur „Samut Prakarn Provincial Hall“ (heute „Royal Naval Academy“ in Samut Prakan). Als die Konzession 1936 endete, wurde die Strecke der Royal State Railways (heute State Railway of Thailand) angegliedert und elektrifiziert. Am 1. Januar 1960 wurde der Betrieb eingestellt, da der Kraftfahrzeug-Verkehr zu stark zugenommen hatte.
Von 1894 bis etwa April 1962 fuhr entlang der Rama-IV.-Straße die Straßenbahn der „Hualamphong-Linie“.
Um dem wachsenden Verkehr Herr zu werden, wurden in den 1980er und 1990er Jahren mehrere so genannte „Flyover“ gebaut, welche die wichtigsten, oft von stundenlangen Verkehrsstaus bedrohten Kreuzungen überbrücken.
Heute verläuft die Bangkok Metro vom Bahnhof Hua Lamphong die ersten fünf Kilometer unterhalb der Rama-IV.-Straße, bis sie in der Nähe des Königin-Sirikit-Kongresszentrums nach Norden abbiegt.